# Cao Yu
Cao Yu (ur. 24 września 1910, zm. 13 grudnia 1996), urodzony jako Wan Jiabao (萬家寶) – chiński dramaturg, ojciec nowoczesnego chińskiego teatru, nazywany chińskim Szekspirem.
Urodził się w Qianjiang w prowincji Hubei, skąd pochodziła jego rodzina. Dzieciństwo spędził w Tianjinie, gdzie jego ojciec pracował jako urzędnik. Po upadku prezydenta Li Yuanhonga stracił jednak pracę. Cao uczęszczał do tianjińskiej szkoły Nankai, gdzie był aktywnym członkiem trupy teatralnej. Studiował na Uniwersytecie Nankai w Tianjinie i Uniwersytecie Tsinghua w Pekinie.
W 1933 roku opublikował swój pierwszy ważny dramat, Burza (雷雨, Leiyu), którego tematem są skomplikowane relacje członków i służących dobrze sytuowanej rodziny. Kolejnymi ważnymi sztukami Cao Yu były Wschód słońca (日出, Richu; 1936), Dzicz (原野, Yuanye; 1937), Metamorfoza (蛻變, Tuibian; 1940), Pekińczyk (北京人, Beijing ren; 1940) oraz wzorowana na opowiadaniu Ba Jina Rodzina (家, Jia; 1941). Dramaty pisane w późniejszych latach nie zdobyły już takiej popularności. Swoje sztuki, pisane językiem potocznym, opierał na wzorcach zapożyczonych z dramatów zachodnich (Szekspir, Ibsen, Czechow, Eugene O’Neill). W 1943 roku przetłumaczył na chiński Romea i Julię.
Po powstaniu ChRL Cao Yu sprawował wiele ważnych funkcji, był m.in. przewodniczącym Pekińskiego Teatru Ludowego (od 1952); przewodniczącym Ogólnochińskiego Stowarzyszenia Dramaturgów (od 1978), deputowanym do OZPL (od 1954) i członkiem jego Stałego Komitetu (od 1978). Jego sztuki potępione były w okresie rewolucji kulturalnej i nie wystawiano ich do 1979 roku.
Sztuki Cao Yu tłumaczono m.in. na japoński, rosyjski i angielski. Dramat Wschód słońca został sfilmowany, powstał także musical na jego podstawie.